# 6280 Sicardy
A 6280 Sicardy (ideiglenes jelöléssel 1980 RJ) a Naprendszer kisbolygóövében található aszteroida. Edward L. G. Bowell fedezte fel 1980. szeptember 2-án.